# Musée d'histoire naturelle de Crète
Le Musée d'histoire naturelle de Crète est un musée grec situé dans une ancienne centrale électrique d'Héraklion en Crète. Ce musée d'histoire naturelle dépend de l'université de Crète et son but est l'étude, la protection et la diffusion des connaissances concernant la géodiversité et la biodiversité terrestre et marine de Méditerranée orientale.